# Antichrist Superstar
Antichrist Superstar (scris uneori și Antichrist Svperstar fiind o aluzie în latină) este cel de-al doilea album al formației Marilyn Manson lansat pe 8 octombrie 1996 de Interscope Records. Albumul a condus la numeroase scandaluri cum că trupa ar fi anti-crestina sau satanistă. Acesta a fost produs de Marilyn Manson și Trent Reznor din Nine Inch Nails.

## Fundal
Numele albumului a fost o combinație a conceptuluide anti-crist cu titlul muzcalului lui Andrew Lloyd Webber, Jesus Christ Superstar.
Influența s-a observat mai târziu în melodia „Angel with the Scabbed Wings”.Albumul a fost considerat un concept, iar Marilyn Manson a spus că acesta este un tribut adus filozofului Friedrich Nietzsche, din care se și inspirase.Conținutul albumului este considerat vag, lăsând ascultătorii să ajungă la concluzii independente.Coperta albumului conținea un cerc înconjurat de cuvintele inimă, minte, multumire și răutate.Aceasta mai face referire la Revelație, capitolul 12, versetele de la 1 la 5 din Biblie.
În album există o frază, „When you are suffering, know that I have betrayed you”, care se repetă în melodia 1 și la sfârșitul melodiei 9, respectiv melodia 12.Similar, melodia Antichrist Superstar se termină cu voci care repetă fraza „When all of your wishes are granted, many of your dreams will be destroyed”.Se pare ca aceste doua fraze repetate se referă la filmele „Thelemite Kenneth Anger: Inauguration of the Pleasure Dome” și „Lucifer Rising”.

## Melodiile

### Ciclul 1: The Hierophant
- Irresponsible Hate Anthem
- The Beautiful People
- Dried Up, Tied and Dead to the World
- Tourniquet

### Ciclul 2: Inauguration of the Worm
- Little Horn
- Cryptorchid
- Deformography
- Wormboy
- Mister Superstar
- Angel with the Scabbed Wings
- Kinderfeld

### Ciclul 3: Disintegrator Rising
- Antichrist Superstar
- 1996
- Minute of Decay
- The Reflecting God
- Man That You Fear
- 99.Untitled (melodie ascunsă)

## Credit
- Marilyn Manson
- Daisy Berkowitz
- Twiggy Ramirez
- Madonna Wayne Gacy
- Ginger Fish
- Zim Zum